# Estreito de Fury e Hecla

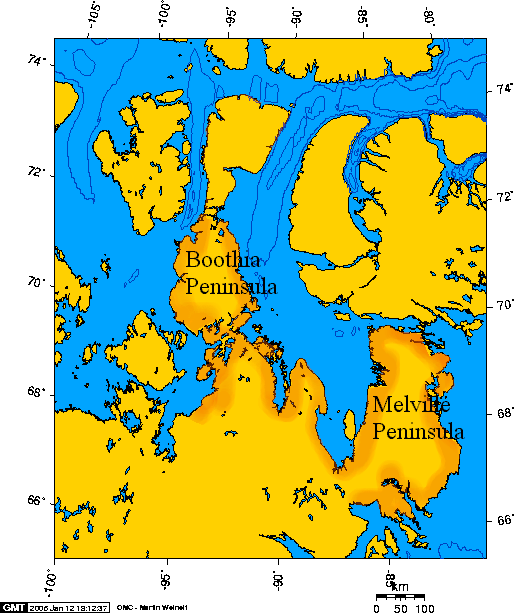
O estreito fica a leste da península de Melville, acompanhando parte do litoral da ilha de Baffin

O estreito de Fury e Hecla ou Estreito do Fury e do Hecla(em inglês:  Fury and Hecla Strait) é um canal com 2 a 20 km de largura na região de Qikiqtaaluk em Nunavut, norte do Canadá. Situa-se entre a ilha de Baffin a norte e a península de Melville a sul, ligando a bacia de Foxe a leste com o golfo de Boothia a oeste.
O primeiro europeu a ver este estreito foi William Edward Parry em 1822, e tem o nome dos dois navios da sua expedição, o "Fury" e o "Hecla". Encontra-se este estreito quase sempre coberto por gelo, tornando muito difícil a navegação. O primeiro trânsito por um quebra-gelos foi feito em meados do século XX.